# Vispa
Die Vispa ist ein 8,5 km langer linker Nebenfluss der Rhône im Vispertal im Schweizer Kanton Wallis. Die Vispa war ein möglicher Namensgeber für die Stadt Visp. Die Vispa entsteht in Stalden durch den Zusammenfluss der Saaservispa (rechts) aus dem Saastal und der Mattervispa (links) aus dem Mattertal. 
Die Vispa mündet bei Visp in den Rotten bzw. in die Rhône. Sie trat bei einem Unwetter am 23. Juni 2024 über die Ufer; dabei entstanden grosse Schäden.

## Bilder

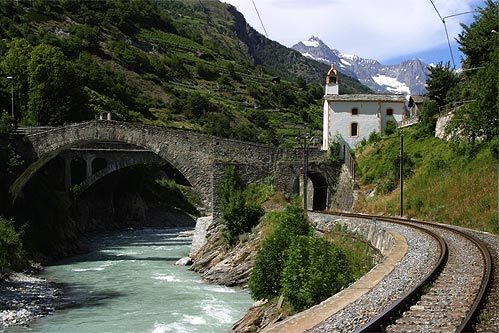
Vispa bei Neubrück und Riti.
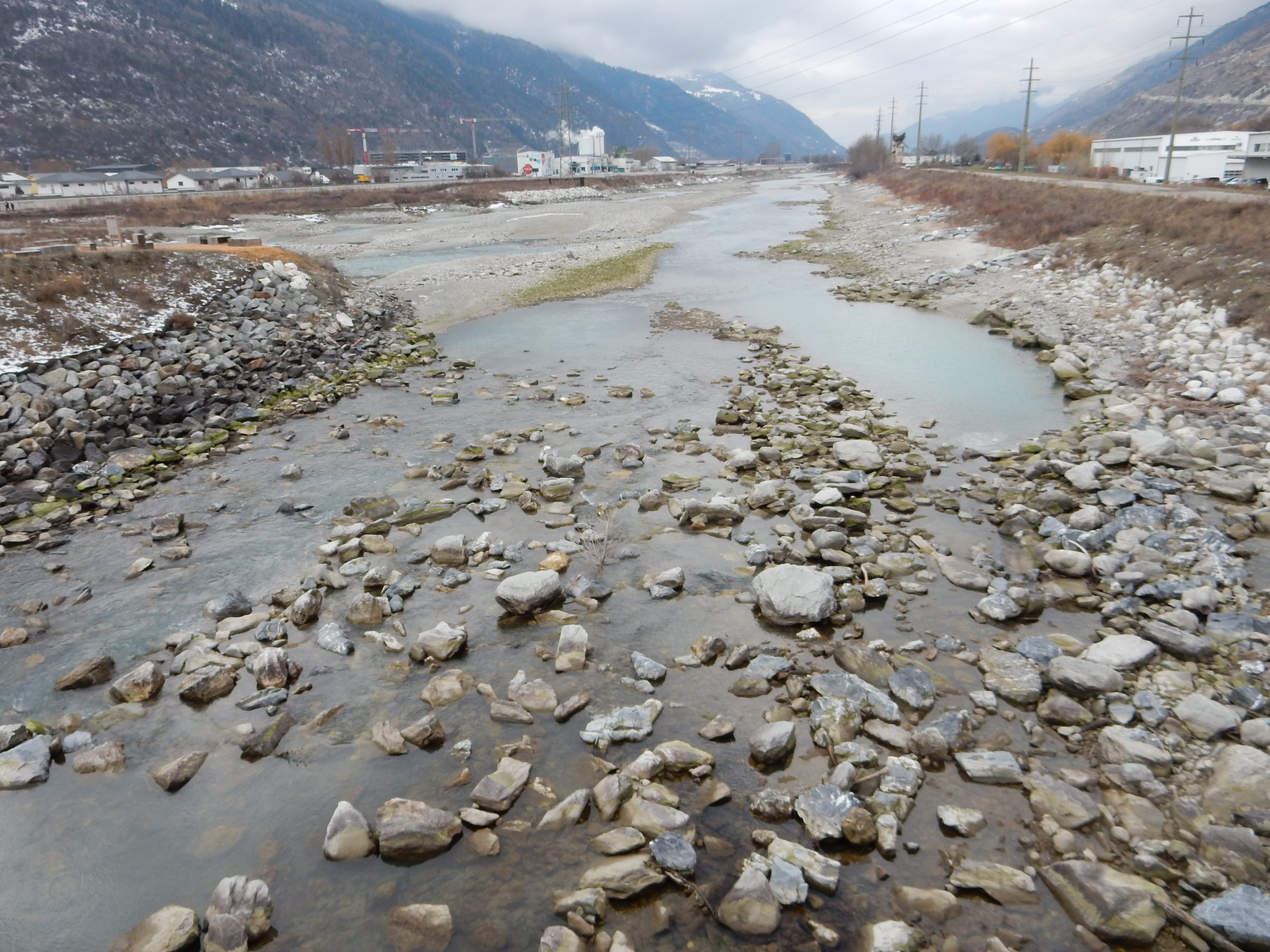
Die Vispa (links) mündet in den Rotten bei Niedrigwasser (Winter 2023).